# Czerwionka-Leszczyny
Czerwionka-Leszczyny (udtale: [t͡ʂɛrˈvʲɔŋka lɛʂˈt͡ʂɨnɨ];  tysk: Czerwionka-Leschczin)   er en by i den   centrale sydlige  del af  voivodskabet Schlesien i  det sydlige Polen. Byen   har 27.014(2021) indbyggere og et areal på 	37,63  km², og er administrationsby powiatet Rybnik. Den er en tidligere mineby, den er forvandlet til en pendlerby for de nærliggende byer Rybnik, Gliwice og Katowice.

## Geografi
Byen ligger i Schlesien i det sydlige Polen, ved floden Bierawka (biflod til Oder), beliggende i det Schlesiske højland, omkring 50 km  nord for de Schlesiske Beskider.

## Historie
De første skriftlige kilder, der nævner Leszczyny, er en bog fra 1305, der proklamerer grundlaget for det Wrocław bispedømme, Liber Fundationis Episcopus Wratislaviensis. I 1420 blev et sogn grundlagt i Dębieńsko , og i 1447 nævnes Leszczyny sogn for første gang. I middelalderen tilhørte området med det moderne Czerwionka-Leszczyny Kongeriget Polen, under det polske Hertugdømmet Racibórz, og siden 1327 var under tjekkisk protektion og blev en del af Det Hellige Romerske Rige. Siden 1526 har området Czerwionka-Leszczyny tilhørt Habsburg-monarkiet. Efter de Schlesiske krige erobrede Preussen disse områder i 1742. I 1818 placerede en ny administrativ opdeling området med det moderne Czerwionka-Leszczyny i Powiat Rybnik.